# André Ventura
André Claro Amaral Ventura (ur. 15 stycznia 1983 w Algueirão) – portugalski polityk, prawnik, komentator i nauczyciel akademicki, lider partii Chega, deputowany do Zgromadzenia Republiki.

## Życiorys
Uczęszczał do seminarium duchownego. Ukończył studia prawnicze na Universidade Nova de Lisboa, doktoryzował się z prawa publicznego w Irlandii na University College Cork. Jako nauczyciel akademicki związany z macierzystą uczelnią w Lizbonie, został też nauczycielem akademickim na Universidade Autónoma de Lisboa. Uzyskał uprawnienia inspektora podatkowego, w 2014 odszedł na urlop bezpłatny. Był komentatorem telewizyjnym piłki nożnej i wydarzeń politycznych.
Należał do Partii Socjaldemokratycznej. W 2017 uzyskał z ramienia PSD mandat radnego miejscowości Loures. Zrezygnował z niego w 2018, wcześniej opuścił socjaldemokratów. W 2019 założył i stanął na czele prawicowej partii Chega. W tym samym roku został wybrany na posła do Zgromadzenia Republiki XIV kadencji jako jedyny przedstawiciel swojej formacji.
W 2021 kandydował w wyborach prezydenckich. Zajął w nich trzecie miejsce wśród siedmiu pretendentów, otrzymując blisko 12% głosów. W 2022 z powodzeniem ubiegał się o poselską reelekcję, jego partia wprowadziła wówczas 12 swoich przedstawicieli do portugalskiego parlamentu. Mandat deputowanego utrzymał także w 2024, reprezentacja jego formacji w parlamencie zwiększyła się wówczas do 50 osób. Również w 2025 został wybrany na deputowanego, a kierowana przez niego Chega ponownie powiększyła liczbę mandatów w Zgromadzeniu Republiki.